# Maďarská opera

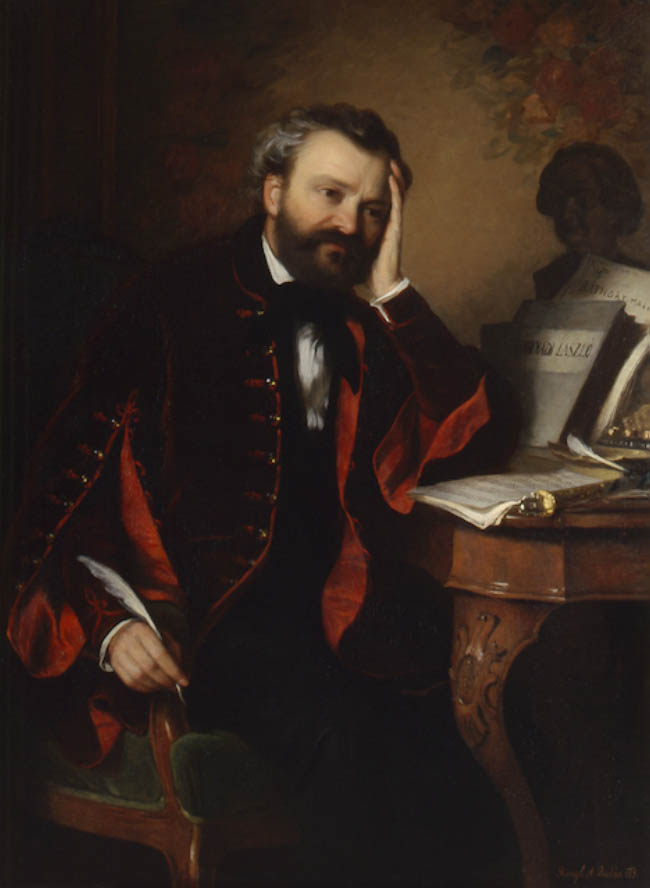
Ferenc Györgyi Alajos Erkel, tvůrce první opery v maďarštině

Původ maďarské opery má počátky na konci 18. století, kdy do Uher pronikala opera a další koncertní styly ze západu. Rozvíjela se zejména v největších městech Uherského království: Bratislavě (maďarsky Pozsony), Budapešti, Kismartonu (dnes Eisenstadt v Rakousku), Sibini (maď. Nagyszeben) ad.

## Původ
Tehdejší tvorba však byla zpočátku zastoupena operami německými nebo italskými. Domácí maďarská opera měla na konci 18. století předchůdce ve školních inscenacích dramatických představení a interpolacemi, tj. přepisy německých oper. Školní dramata se hrála ve škole paulínů v Sátoraljaújhely, kalvínské škole v Csurgó, či piaristické škole v Besztercích (dnešní Bistrița v Rumunsku) .

## Domácí tvorba
Prvním místem v Uhrách, kde probíhaly experimenty na poli hudebního dramatu byla Bratislava/Pozsony, díky činnosti Gáspára Pachy a Józsefa Chudého. Byla to Chudého skladba z roku 1793 Pikkó hertzeg és Jutka Perzsi (Princ Pikkó a Jutka Perzsi), která je obecně považována za první maďarskou operu. Text byl překladem německého textu Prinz Schnudi und Prinzessin Evakathel Philippa Hafnera. Tento styl byl stále silně formován vídeňským komickým žánrem Zauberspiel, což zůstalo po celé 19. století. Ačkoli tyto opery využívaly cizích stylů, "idylické, lyrické a heroické" části příběhu byly vždy založeny na verbunkoších, které se staly symbolem maďarského národa v této době .
V roce 1840 dokončil Ferenc Erkel operu Bátori Mária první vlastní operu v maďarském jazyce, podle francouzského a italského vzoru (Rossini), čímž položil základ vlastní maďarské opeře .

## Významní maďarští skladatelé
- Ábrányi, Emil
- Adler, Vincent
- Balogh, Ernő
- Bartók, Béla
- Eötvös, Péter
- Erkel, Ferenc
- Farkas, Ferenc
- Fényes, Szabolcs
- Gárdonyi, Zoltán
- Göncz, Zoltán
- Hajdú, Lóránt
- Horváth, Josef Maria
- Illés, Márton
- Jarno, Georg
- Kálmán, Imre
- Kersch, Ferenc
- Kodály, Zoltán
- Kósa, György
- Kossovits, József
- Kurtág, György
- Lajtha, László
- Lehár, Ferenc
- Nagy, Ervin
- Lévay, Szilveszter
- Lendvay, Kamilló
- Maros, Miklós
- Melis, László
- Pongrácz, Zoltán
- Radnai, Miklós
- Sáry, László
- Szemző, Tibor
- Szokolay, Sándor
- Thern, Károly
- von Wayditch, Gabriel
- Zichy, Géza